# Добити
Добити (фр. Dobiti) или Бобити — деревня и супрефектура в Чаде, расположенная на территории региона Восточный Логон. Входит в состав департамента Западное Коу.

## Географическое положение
Деревня находится в южной части Чада, к востоку от реки Восточный Логон, на высоте 508 метров над уровнем моря.
Населённый пункт расположен на расстоянии приблизительно 475 километров к юго-юго-востоку (SSE) от столицы страны Нджамены.

## Население
По данным официальной переписи 2009 года численность населения Добити составляла 7070 человек (3432 мужчины и 3638 женщин). Население супрефектуры по возрастному диапазону распределилось следующим образом: 49,2 % — жители младше 15 лет, 47,3 % — между 15 и 59 годами и 3,5 % — в возрасте 60 лет и старше.

## Транспорт
Ближайший аэропорт расположен в городе Дильдо.